# Marithé Engondo
Marithé Engondo (11 de mayo de 2002) es una deportista de Suiza que compite en atletismo. Ganó una medalla de plata en el Campeonato Mundial de Atletismo Sub-20 de 2021, en la prueba de salto de altura.